# John Sears (Politikberater)
John Patrick Sears (* 3. Juli 1940; † 26. März 2020) war ein amerikanischer Anwalt und ein republikanischer Politstratege. Von 1969 bis 1970 war er stellvertretender Berater von Präsident Nixon und unterstützte sowohl ihn als auch Ronald Reagan bei ihren Präsidentschaftskampagnen.

## Leben
Sears wurde im Juli 1940 in der Nähe von Syracuse, New York, als Sohn von James L. Sears und Helen M. Fitzgerald geboren. Sears besuchte die Christian Brothers Academy in der Vorstadt von Syracuse, eine private katholische Vorbereitungsakademie. Er erwarb 1960 seinen Bachelor-Abschluss an der University of Notre Dame und schloss 1963 an der juristischen Fakultät der Georgetown University ab.
Sears arbeitete von 1963 bis 1965 als Rechtsreferent für das Berufungsgericht des Bundesstaates New York. Danach wurde er für zwei Jahre Mitglied der New Yorker Anwaltskanzlei Nixon, Mudge, Rose, Alexander, Guthrie & Mitchell. Als Kollege dieser Kanzlei traf er Richard Nixon, der zu dieser Zeit ein ehemaliger Kongressabgeordneter, Senator und Vizepräsident sowie ein erfolgloser Präsidentschafts- und Gouverneurskandidat war und als Anwalt in einer privaten Kanzlei arbeitete.
Danach schloss er sich Nixons politischem Stab an, als Nixon eine Kandidatur für die republikanische Präsidentschaftskandidatur 1968 vorbereitete. Sears spielte auf dem Nationalkonvent der Republikaner von 1968 eine entscheidende Rolle bei der Sicherung der Nominierung Richard Nixons für die Präsidentschaft. Er war damals erst 28 Jahre alt und wurde anschließend von John N. Mitchell (einem Partner aus seiner Kanzlei), der ihn für zu ehrgeizig hielt, aus der Nixon-Kampagne ausgeschlossen. Mitchell, der während der ersten Amtszeit von Nixon Generalstaatsanwalt wurde, wurde später als zentrale Figur im Watergate-Skandal von 1972 bis 1974 bekannt.
Sears war von 1969 bis 1970 als stellvertretender Berater des Präsidenten tätig. Er verließ dann das Weiße Haus, um in die Anwaltskanzlei Gadsby & Hannah in Washington D.C. zu wechseln, wo er von 1970 bis 1976 arbeitete. Seit 1977 war er Partner in der Washingtoner Anwaltskanzlei Baskin and Sears.
Sears hat Ronald Reagans Präsidentschaftskandidatur von 1976 verwaltet, als Reagan in den republikanischen Vorwahlen gegen den amtierenden Präsidenten Gerald Ford kandidierte und die Nominierung fast gewonnen hätte. Er leitete 1980 erneut Reagans Kandidatur für das Amt des Präsidenten, wurde aber an dem Tag, an dem Reagan die Vorwahlen in New Hampshire gewann, gefeuert und durch William Casey ersetzt. Sears hatte die nationale Operation von Washington aus geleitet und war ein Rivale von Edwin Meese, Michael Deaver und Lyn Nofziger in Kalifornien. Sie vertrauten Sears nicht und glaubten, dass er versuchte, die Macht auf Kosten vieler langjähriger Reagan-Freunde und Unterstützer zu konsolidieren. Reagan sagte dem Journalisten und Politikexperten Theodore White: "Man hatte das Gefühl, dass ich nur eine Art Sprecher von John Sears war. Sears hatte 1980 versucht, die Macht im Reagan-Wahlkampf zu konsolidieren. Er überschritt seine Grenzen, was zu seiner Entlassung führte. William Casey wurde angeheuert, um seinen Platz einzunehmen. Casey (der später von Präsident Reagan zum Leiter der Central Intelligence Agency ernannt wurde) verlangte die administrative Kontrolle der Kampagne, hatte aber nicht den Wunsch, die Politik und damit auch die Personalentscheidungen der Reagan-Kampagne zu kontrollieren; dies war etwas, das John Sears zu kontrollieren versuchte."
In den 1980er Jahren war Sears "der höchstbezahlte" amerikanische Lobbyist für das südafrikanische Apartheidregime, "mit einem Jahresgehalt von 500.000 Dollar".
Im Jahr 2000 identifizierte Leonard Garment in seinem Buch In Search of Deep Throat fälschlicherweise Sears als Deep Throat. Sears verlangte daraufhin, dass Bob Woodward und Carl Bernstein (der Watergate mit Hilfe von Deep Throat demaskiert hat) öffentlich leugnen sollten, dass er es war, und Bernstein kam dem nach. Später wurde von Woodward enthüllt, dass W. Mark Felt, ehemaliger stellvertretender FBI-Direktor, "Deep Throat" war.
Sears diente von 1984 bis 1985 als politischer Analytiker für NBC Today. Er wohnte in McLean, Virginia. Sears starb am 26. März 2020 in Miami an einem Herzinfarkt.